# Verwaltungsgemeinschaft Stiefenhofen
Die Verwaltungsgemeinschaft Stiefenhofen liegt im schwäbischen Landkreis Lindau (Bodensee) und wird von folgenden Gemeinden gebildet:
1. Oberreute, 1702 Einwohner, 13,48 km²
2. Stiefenhofen, 1912 Einwohner, 28,98 km²

Sitz der Verwaltungsgemeinschaft ist Stiefenhofen.
Die Verwaltungsgemeinschaft ging am 1. Januar 1980 aus der zu diesem Zeitpunkt aufgelösten Verwaltungsgemeinschaft Weiler-Simmerberg hervor.